# Odontosia nigrescens
Odontosia nigrescens är en fjärilsart som beskrevs av Barend J. Lempke 1964. Odontosia nigrescens ingår i släktet Odontosia och familjen tandspinnare. Inga underarter finns listade i Catalogue of Life.